# Tiba 1
O Tiba 1 é um satélite de comunicação geoestacionário egípcio militar construído em conjunto pela Thales Alenia Space e Airbus Defence and Space que é operado pelo governo do Egito. O satélite foi baseado na plataforma Eurostar-3000 e sua expectativa de vida útil é de 15 anos.

## História
O Tiba-1 foi desenvolvido em conjunto pela Thales Alenia Space e pela Airbus Defence and Space para o governo do Egito. A Thales Alenia Space, a parceira líder, projetou e construiu a carga útil de comunicações. Enquanto a Airbus forneceu a plataforma, montou e testou a espaçonave.

## Lançamento
O satélite foi lançado com sucesso ao espaço em 26 de novembro de 2019, por meio de um veículo Ariane 5 ECA, a partir do Centro Espacial de Kourou, na Guiana Francesa, juntamente com o satélite Inmarsat-5 F5. Ele tinha uma massa de lançamento de 5.640  kg.

## Capacidade
O Tiba 1 está equipado com uma missão dupla em banda Ka para comunicações seguras e de banda larg. Ele tem uma capacidade de energia elétrica superior a 9 kW.